# Resolution 1942 des UN-Sicherheitsrates
Die Resolution 1942 des UN-Sicherheitsrates ist eine Resolution, die der Sicherheitsrat der Vereinten Nationen in seiner 6393. Sitzung am 29. September 2010 einstimmig beschloss. Sie beschäftigt sich mit der Situation in der Elfenbeinküste und einer Erhöhung des Personalbestands der Opération des Nations Unies en Côte d’Ivoire (ONUCI) um zusätzliche 500 Militärs und Polizisten.

## Hintergrund
Vor den Präsidentschaftswahlen 2010, deren erste Runde am 31. Oktober 2010 geplant war, stellte sich die Situation in der Elfenbeinküste gespannt dar. Die Wahl war ursprünglich für 2005 vorgesehen, wurde seitdem aber mehrfach verschoben.
Im Land bestand eine faktische Teilung. Die Rebellen der Forces Nouvelles de Côte d’Ivoire (FN) hielten den Nordteil und Regierungstruppen beherrschten den Südteil der Elfenbeinküste. Die Teilung des Landes war das Ergebnis des zwischen 2002 und 2007 herrschenden Bürgerkrieges in der Elfenbeinküste, zu dessen Vorgeschichte wiederum der Ausschluss von Kandidaten und Wählern mit Migrationshintergrund aus den nördlichen Nachbarstaaten der Elfenbeinküste u. a. bei den Präsidentschaftswahlen in der Elfenbeinküste 1995 und 2000 gehört.
Die ONUCI bestand seit 4. April 2004  war berechtigt zum Schutz der Zivilbevölkerung von der Waffe Gebrauch zu machen. Sie hatte ein Mandat zur Unterbindung der Feindseligkeiten und der Bewegung bewaffneter Verbände im Land. Danach folgten Entwaffnung, Demobilisierung und Reintegrierung der Kämpfer, die Vernichtung aller Waffen sowie die Repatriierung und Wiederansiedlung der Zivilbevölkerung. Außerdem gehörte die Unterstützung durch humanitäre Hilfe, die Reorganisation staatlicher Verwaltung, die Organisation offener, freier, fairer und transparenter Wahlen, die Aufrechterhaltung der öffentlichen Ordnung, die Einhaltung der Menschenrechte und die Zugänglichmachung von öffentlichen Informationen zu ihren Aufgaben.

## Inhalt
Die Resolution bezog sich auf die in Resolution 1933 bekundete Absicht den Personalstand der ONUCI um 500 Mann zu erhöhen und auf die im Schreiben S/2010/485 des Generalsekretärs (damals Ban Ki-moon) vom 14. September 2010 vorgetragene Empfehlung einer Erweiterung von 8.650 auf 9.150 Kräfte.
Der Sicherheitsrat nahm außerdem zur Kenntnis, dass der Sonderbeauftragte des Generalsekretärs Choi Young-jin am 24. September 2010 das endgültige Wählerverzeichnis für die Präsidentschaftswahlen genehmigte.
Das Gremium folgte dem Vorschlag des Generalsekretärs und erhöhte den Personalbestand der ONUCI in den folgenden sechs Monaten von 8.650 auf 9.150 Mann. Die zusätzlichen Kräfte sollten sofort in Bewegung gesetzt werden.